# 100 туристичких дестинација у Бугарској
100 туристичких дестинација у Бугарској јесте бугарски национални покрет основан 1966. године са циљем да промовише бугарски туризам и најзначајније културне, историјске и природне знаменитости Бугарске.
У оквиру овог програма одабрани су локалитети од културно-историјског значаја, од историјских локалитета и споменика до археолошких и архитектонских вредних храмова, музеја, манастира, националних паркова, планинских врхова.
Свака од одабраних знаменитости има свој појединачну маркицу, који је утиснут на странице званичне књижице налик пасошу коју издаје Бугарски туристички савез (БТУ). Књижица се може купити у било којем туристичком центру или на локацији неког од побројаних локалитета и кошта симболичан 1 лев. Књижица долази са посебном мапом која садржи списак локација, њихове адресе и радно време. Максималан број колекционарских марака по књижици је 100.
Супротно називу покрета, тачан број локалитета премашује број од 100.
Развијена је шема награђивања како би се подстакло прикупљање што више марака. У зависности од броја прикупљених марака, учесници могу добити бронзане, сребрне или златне значке. Укупно 25 маркица доноси бронзу, 50 маркица сребро, а 100 маркицаа (комплетна књижица) злато. Национални организациони комитет БТУ сваког августа одржава годишњу лутрију за оне који су носили значке из претходне године. Награде укључују путовања у земљи и иностранству, бицикле, шаторе, вреће за спавање и друге предмете везане за путовања.
Поједина обележја у првобитном списку акцентовала су период бугарске комунистичке владавине. БТУ је 2003. уклонила многе од локалитета из овог периода са званичне листе, која је потом имала мање промене 2007, 2008. и 2009. године.
У развоју и промоцији 100 туристичких дестинација Бугарске учествовале су различите организације и институције укључујући:
- Бугарски туристички савез
- Министарство просвете и науке Бугарске
- Министарство културе Бугарске
- Бугарска државна агенција за омладину и спорт
- Свети синод Бугарске православне цркве
- Министарство животне средине и вода Бугарске
- Савез бугарских аутомобилиста
- Црвени крст Бугарске
- Бугарски национални радио
- Бугарска национална телевизија

## 100 туристичких места
1. Банско - Кућа Велјанов,[1] Музеј Неофит Рилски,[2] Музеј Никола Ваптасарова,[3] Стална поставка икона уметничке школе из Банског.[4]  Црква Свете Тројице[5]
2. Пирин - Врх Вихрен
3. Добарско село - Црква Теодор Тиро и Теодор Стратилат[6]
4. Мелник - Историјски музеј Мелника,[7] Кућа Кордопулов,  4а  Манастир Рожен.
5. Петрич - Заштићено подручје Рупите укључујући Ст. Црква Петке,[8]  5а Самуилов Музеј националног парка тврђаве, 5б Херацлеа Синтица древни грчки град.
6. Несебар - Археолошки музеј Несебар  6а Поморије - Музеј соли  6б Језеро у Поморју
7. Бургас - Саборна црква Светих Ћирила и Методија, Заштићено подручје Пода  7а Ајтос стенска формација „Три брата”
8. Мало Трново - Петрова Нива, Историјски музеј  8а. Созопол - Археолошки музеј
9. Варна - Музеј историје и Поморски музеј
10. Девња - Музеј мозаика
11. Велико Трново - Царевец археолошки резерват, Историјски музеј, Арбанаси архитектонски резерват
12. Свиштов - Кућа Алека Константинова
13. Видин - Музеј Конака (Историјски музеј) и Баба Вида Тврђава
14. Пећина Магура
15. Белоградчик - Историјски музеј, Белоградчичке стене. (Раније такође: Белоградчичка тврђава)
16. Враца - Пећина Леденика, Завичајни историјски музеј  16а. Мездра (додато 2010-их) - Археолошки комплекс Калето
17. Гора Околчица - место погибје Христа Ботева
18. Козлодуј - Радетзки пароброд-музеј, Споменик Христу Ботевом
19. Габрово - Архитектонско-етнографски комплекс Етар, Музеј просвете, Узана локалитет, Кућа хумора и сатире
20. Боженци село - Архитектонско-историјски резерват
21. Трјавна - Музеј дрворезбарске и етнографске уметности
22. Дрјаново - Манастир Дрјаново, Кољу Фичето Музеј, Пећина Бачо Киро
23. Добрич - Кућа Јордан Иовков, Уметничка галерија
24. Балчик - Дворски комплекс  24а. Универзитетска ботаничка башта  24б. Цафе -  Калиакра Хеадланд, Археолошки резерват Калиакра
25. Крџали - Рушевине Перперикон, манастир Св. Јована Претече  25а. Регионални историјски музеј
26. Ћустендил -  Уметничка галерија „Владимир Димитров”, Кућа Димитра Пешева, Средњовековна црква Светог Ђорђа музеј, Регионални историјски музеј
27. Благоевград (додато 2010-их) - кварт Вароша, регионални историјски музеј  27а. Руен врх у Осоговска планина
28. Рилски манастир
29. Скакавица Чалет и Седам Рилских језера
30. Ловеч - Васил Левски Музеј, Какрина Гостионица  30а. Карлуково (додато 2010-их) - Национална кућа-пећина  30б. Деветаки - Деветашка пећина
31. Тројан - Природњачки музеј у Черни Осам, Манастир Тројан, Музеј народне уметности
32. Тетевен - Историјски музеј
33. Брестница село - Пећина Саева Дупка
34. Берковица - Етнографски музеј, Кућа Ивана Васова. (Раније такође: Ком Пеак)
35. Пазарџик - Црква Девице Марије, Кућа Станислава Доспевског, Регионални историјски музеј
36. Панагјуриште - Локалитет Обориште, Кућа Рајна Књагиња
37. Пештера - Снежанка, тврђава Перистера
38. Батак - Историјски музеј
39. Тран - Клисура на реци Јерма  39а. Перник (додато 2010-их) - Музеј подземног рударства
40. Плевен - Маузолеј капеле Светог Ђорђа Освајача, Плевен Панорама, Регионални историјски музеј
41. Пловдив - Римски амфитеатар у Пловдиву, Етнографски музеј, Историјски музеј. (Раније и: архитектонски резерват Стари Пловдив, црква Св. Константина и Јелене)
42. Перуштица - Историјски музеј
43. Сопот - Манастир, Дом „Иван Вазов”
44. Карлово - Васил Левски Народни музеј, Историјски музеј
45. Калофер - Христо Ботев Народни музеј
46. Сандански (додато 2010-их) - Епископска базилика, Археолошки музеј  46а. Врх Ботев
47. Асеновград - Бачковски манастир, Тврђава Асенова крепост, Историјски музеј
48. Разград - Абритус Археолошки резерват
49. Исперих - Историјски музеј, Сборјаново историјски и археолошки музеј, трачки град Челис и Демир Баба Текија у Свештари селу. (Раније такође:  [Трачка гробница)
50. Русе - Кућа Захарија Стојанова, Пантеон хероја народног препорода
51. Силистра - Историјски музеј, тврђава Медчиди Таби
52. Сребарна природни резерват
53. Тутракан - Меморијални комплекс Војне гробнице, Музеј дунавског риболова и бродоградње
54. Сливен - Кућа Хаџи Димитра, Народни музеј текстила, Уметничка галерија
55. Велинград (додато 2010-их) - Историјски музеј. (Парк природе Сините Камани и планинска кућа Карандила су раније заузимали ову позицију.)
56. Котел - Пантеон Георги Сава Раковски и Музеј познатих личности бугарског препорода, Природњачки музеј
57. Жеравна село - Кућа Јордана Иовкова. (Раније и: Архитектонско-етнографски резерват)
58. Софија -  Национални историјски музеј  58а. Бојанска црква, Народни музеј
59. Софија - Храм Светог Александра Невског у Софији  59а. (додато 2010-их) Национални музеј војне историје
60. Елена (додато 2010-их) - Кућа Илариона Макариопољског, историјски комплекс Даскалоливница. (Ову позицију је раније заузимао Национални црквени музеј историје и археологије у Софији.)
61. Софија - Народни музеј Земље и човека  61а. Национална палата културе
62. Софија - Национална галерија за инострану уметност, одржава Бугарска академија наука  62а. Национална уметничка галерија
63. Јетропоље - Историјски музеј, Сахат-кула, Манастир Свете Тројице
64. Крестевић, Средна Гора (додато 2010-их)  - Комеморативни туристички комплекс Бунтовна
65. Софија - Национални природњачки музеј који одржава Бугарска академија наука
66. Софија - Музеј историје спорта који се налази унутар Националног стадиона Васил Левски  66а. Софијски зоолошки врт  66б. (додато 2010-их) Национални антрополошки музеј који одржава Бугарска академија наука
67. Старосел село - Трачанска гробница  67а. Хисара - Археолошки музеј
68. Софија]- Институт за археологију и музеј који одржава Бугарска академија наука  68а. (додато 2010-их) Национални политехнички музеј
69. Ћипровци (додато 2010-их) - Историјски музеј, Манастир Чипровци
70. Брацигово - Градски историјски музеј
71. Чирпан - Кућа музеј Пејо Јаворов, Никола Манев Уметничка галерија, Св. Атанасије манастир у Златна Ливада селу. (Црква Аја Софија је раније заузимала ову позицију.)
72. Хасково (додато 2010-их) - Споменик Богородици, Александрово гробница и музејски центар. (Софијска синагога је ово место заузимала пре 2007.)  72а. (додато 2010-их) Мезек - средњовековна тврђава, трачка гробница са куполом.  72б. (додато 2010-их) Ивајловград - Вила Армира, Општински историјски музеј.
73. Димитровград - Историјски музеј, Кућа Пењо Пенев, Ђордано Бруно опсерваторија
74. Витошаа (додато 2010-их) - Алеко Цхалет.  74а. Черни Врах
75. Копривштица - Археолошко-историјски резерват
76. Нова Загора (додато 2010-их) - Музеј Каранова Могила. (Врх Богдан на Средној Гори је раније заузимао ову позицију.)
77. Клисура - Историјски музеј
78. Осеновлаг село - Осленовашки манастир
79. Самоков - Историјски музеј, Женски манастир.  79а. Село Белчин (додато 2010-их) - Град Цар Мали
80. Рила - Врх Мусала
81. Ботевград - Сахат-кула. (Гадско гробље у Сливници је заузимало ову позицију пре 2005. године.)
82. Село Скравена - споменик код Манастира Светог Николаја припадницима Христо Ботев одреда
83. Смољан - Историјски музеј. (Пећина Ухловица је раније заузимала ову позицију.)  83а. Смољански планетаријум  83б. Село Момчиловци
84. Пампорово - Пећина Ухловица, Врх Снежанка
85. Планине Родопе - Врх Гољам Перелик, Чудесни мостови
86. Златоград - Етнографски комплекс
87. Родопске планине - Широка Лака сеоски археолошки резерват  87а. Мадан, Смољанска област - Кристална дворана Родопа, пећина Шаренка
88. Родопске планине - Триградска клисура. (Раније такође: Пећина Ђавољег грла)
89. Родопске планине - Јагодинска пећина, Бујновска клисура
90. Стара Загора - Музеј неолитских кућа, Спомен-комплекс бранилаца Старе Загоре, Историјски музеј. (Раније такође: Римски форум града Августа Трајана)
91. Казанлак - Чудомир Музеј уметности и књижевности, Трачка гробница Казанлак
92. Шипка град - Спомен-црква Шипка
93. Шипченски проход - Споменик слободи
94. Шумен - Историјски и археолошки резерват Шуменска тврђава, Споменик оснивачима Бугарске, Регионални историјски музеј
95. Шумен - Томбул џамија
96. Плиска - Археолошки резерват Плиска, Велика базилика,
97. Мадара - Мадара Ридер
98. Велики Преслав - Национални историјско-археолошки резерват
99. Јамбол - древни град Кабиле, Историјски музеј
100. Елхово - Етнографски музеј